# Being There
Being There (prt: Bem-Vindo Mister Chance, ou Bem-Vindo Mr. Chance; bra: Muito Além do Jardim) é um filme teuto-estadunidense de 1979, do gênero comédia dramática, dirigido por Hal Ashby, com roteiro de Jerzy Kosinski baseado em seu romance Being There.

## Sinopse
Chance é um homem ingênuo, que trabalhou a vida toda como jardineiro e que tem na televisão o único contato com o mundo. Ele não sabe ler e nem escrever, não tem carteira de identidade e nunca andou em um automóvel. Quando seu patrão morre, Chance é obrigado a deixar a casa e é atropelado pelo carro de um magnata, que acaba se tornando seu amigo. A partir daí, tudo o que Chance fala, e até mesmo quando ele se cala, passa a ser interpretado como algo genial.

## Elenco
- Peter Sellers .... Chance, o jardineiro
- Shirley MacLaine .... Eve Rand
- Melvyn Douglas .... Benjamin Turnbull Rand
- Jack Warden .... presidente "Bobby"
- Richard A. Dysart .... dr. Robert Allenby
- Richard Basehart .... Vladimir Skrapinov
- Ruth Attaway .... Louise
- David Clennon .... Thomas Franklin
- Fran Brill .... Sally Hayes
- Denise DuBarry .... Johanna
- Oteil Burbridge .... Lolo
- Revenell Keller III .... Abraz

## Prêmios e indicações
| Prêmio             | Categoria                         | Recipiente                | Resultado |
| ------------------ | --------------------------------- | ------------------------- | --------- |
| Globo de Ouro 1980 | Melhor atriz - comédia ou musical | Shirley MacLaine          | Indicada  |
| Globo de Ouro 1980 | Melhor ator - comédia ou musical  | Peter Sellers             | Venceu    |
| Globo de Ouro 1980 | Melhor ator coadjuvante           | Melvyn Douglas            | Venceu    |
| Globo de Ouro 1980 | Melhor filme - comédia ou musical | Andrew Braunsberg (prod.) | Indicado  |
| Globo de Ouro 1980 | Melhor direção                    | Hal Ashby                 | Indicado  |
| Globo de Ouro 1980 | Melhor roteiro                    | Jerzy Kosinski            | Indicado  |
| Oscar 1980         | Melhor ator                       | Peter Sellers             | Indicado  |
| Oscar 1980         | Melhor ator coadjuvante           | Melvyn Douglas            | Venceu    |
| BAFTA 1981         | Melhor filme                      | Andrew Braunsberg (prod.) | Indicado  |
| BAFTA 1981         | Melhor atriz                      | Shirley MacLaine          | Indicada  |
| BAFTA 1981         | Melhor ator                       | Peter Sellers             | Indicado  |
| BAFTA 1981         | Melhor roteiro adaptado           | Jerzy Kosinski            | Venceu    |

## Recepção
Para o crítico brasileiro Rubens Ewald Filho, esse é o melhor papel da carreira de Sellers, opinião partilhada pelo Guia de Vídeo e DVD 2002, da Nova Cultural, organizado pelo cineasta brasileiro Alfredo Sternheim.